# 洛曼山
洛曼山（英語：Mount Lowman），是南極洲的山峰，位於維多利亞地的彭內爾海岸，處於萊因哈特峰東南面4公里，海拔高度1,610米，美國地質調查局根據測量和該國海軍的空中照片繪入地圖，現時由南極條約體系管理。